# Jakub Jurka
Jakub Jurka, född 3 juni 1999 i Olomouc, är en tjeckisk fäktare.

## Karriär
Jakub Jurka tog vid olympiska sommarspelen 2024 i Paris brons i värja med det tjeckiska laget.